# Vrijheidslaan
De Vrijheidslaan is een hoofdstraat in Amsterdam-Zuid, die samen met de Berlagebrug de oostelijke toegang vormt tot de Rivierenbuurt.
De laan is een belangrijke hoofdas binnen het monumentale stedenbouwkundige Plan Zuid van architect Berlage en splitst zich ten westen van de Rijnstraat, op het Victorieplein, in twee gelijkwaardige hoofdassen: de Churchill-laan en de Rooseveltlaan. De straat heette van 1922 tot mei 1946 Amstellaan en de andere genoemde assen respectievelijk de Noorder en Zuider Amstellaan. 
Op 8 mei 1946 werden de hoofdlanen vernoemd naar de drie leiders van de landen die de overwinning op nazi-Duitsland hadden behaald. De Amstellaan werd Stalinlaan. Na de Sovjet-Russische inval in Hongarije in 1956 werd de straat op 14 november van dat jaar omgedoopt in Vrijheidslaan. Een halve eeuw later, op 4 november 2006, werd bij het Victorieplein een plaquette onthuld die hieraan herinnert.
Oorspronkelijk was er een breed middenplantsoenmaar in tegenstelling tot bij de Churchilllaan is dit na 1950 verdwenen toen de trams rechts gingen houden.

## Militaire intochten
De laan was enige malen toneel van intocht van militaire troepen, komend vanaf de Berlagebrug. In mei 1940 trok de Duitse Wehrmacht via deze route de stad in, in mei 1945 volgden de Canadezen deze route en bij een herdenkingsrit in 1980 en 1985 werd dit nog eens herhaald met Canadese veteranen. Precies 50 jaar na de bevrijding, op 7 mei 1995, werd deze optocht herhaald. Nog weer tien jaar later, 60 jaar na de bevrijding, werd op 7 mei 2005 door 350 veteranen die ooit Amsterdam hadden bevrijd opnieuw een intocht gehouden. Zij reden mee op 100 militaire voertuigen uit de Tweede Wereldoorlog.

## Openbaar vervoer
In 1929 verschenen de eerste trams op de toenmalige Amstellaan en Noorder Amstellaan, toen lijn 20 komend vanaf de Ferdinand Bolstraat via de Scheldestraat werd verlengd tot aan de Amsteldijk. Een bijzonderheid was dat de trams links van het middenplantsoen reden, zodat men op de haltes kon in- en uitstappen op het plantsoen. Het tegen het autoverkeer in rijden was wegens het geringe verkeer (nog) geen bezwaar. In 1930 nam de nieuw ingestelde lijn 25 de route van lijn 20 over, die naar de Amsteldijk werd verlegd.
In 1936 kreeg ook de toenmalige Zuider Amstellaan een tramlijn, toen lijn 8 vanaf het Daniël Willinkplein (het latere Victorieplein) werd verlengd naar het Westerscheldeplein, het huidige Europaplein. Lijn 8 werd hier opgeheven in 1942, vanaf 1948 kwam hier lijn 4 te rijden. lijn 25 werd in 1939 over de Berlagebrug verlengd naar het Amstelstation. Deze bleef tot 1944 deze route berijden, reed na 1945 alleen nog over de Churchill-laan, en boog daarna rechtsaf naar de Rijnstraat.
In 1950 werd de rijrichting van de trams als gevolg van het drukker wordende verkeer gewijzigd en wordt er gewoon rechts gehouden. Halteperrons werden nu noodzakelijk. Sinds 1971 werd ook de Vrijheidslaan weer door de tram bereden, anders dan voor verkeer naar de Remise Lekstraat. Van 1971 tot 1977 reed hier lijn 7 via de Berlagebrug naar het Amstelstation. Sinds 1977 is dit lijn 12, die ook via de Churchill-laan rijdt.